# کانال بریستول

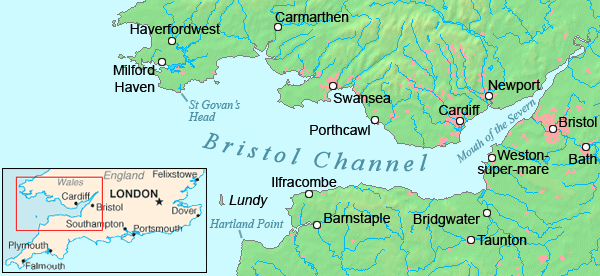

کانال آبی بریستول (به ولزی Môr Hafren) یکی از شاخابه‌های بریتانیا است که ولز جنوبی را از جنوب باختری انگلستان جدا می‌کند.

## جغرافیا
سازمان آب‌نگاری بین‌المللی محدوده باختری کانال بریستول را خطی تعیین کرده است که از دوون تا سنت گوون هد کشیده می‌شود.

## انرژی‌های تجدید پذیر
کانال بریستول و سد سورن این قابلیت را دارند که انرژی الکتریکی تولید کنند که از تمام پای‌رودهای دیگر انگلستان بیشتر باشد.